# Долішній Вит
Долішній Вит (болг. Долни Вит) — село в Плевенській області Болгарії. Входить до складу общини Гулянці.

## Населення
За даними перепису населення 2011 року у селі проживали 517 осіб, з них 512 осіб (99,8%) — болгари.
Розподіл населення за віком у 2011 році:
Динаміка населення: